# Dmitrijew-Sewsker Operation
Die Dmitrijew-Sewsker Operation (russisch Дмитриев-Севская операция, auch Sewsk-Orlower Operation) vom 24. Februar bis zum 28. März 1943 war eine Angriffsoperation im Zweiten Weltkrieg, die gegen den südlichen Teil der deutschen Heeresgruppe Mitte von der sowjetischen Zentralfront im Raum Brjansk durchgeführt wurde. Der von den Sowjets erhoffte Durchbruch der deutschen Front konnte nicht erreicht werden.

## Vorgeschichte
Die deutsche 2. Armee hatte Ende Januar 1943 während der Woronesch-Kastornoje-Operation beiderseits der Stadt Woronesch harte Abwehrkämpfe gegen die im Vormarsch stehende sowjetische Woronescher Front zu bestehen, die Anfang Februar 1943 zu einem weiträumigen Rückzug über Kursk nach Westen führte. Der Oberbefehlshaber General Hans von Salmuth wurde für diese Niederlage verantwortlich gemacht und musste den Oberbefehl am 3. Februar 1943 an General der Infanterie Walter Weiß abgeben. Als Ergebnis des deutschen Rückzuges war im Raum nördlich von Kursk eine tiefe Einkerbung im Frontverlauf (Orlower-Frontvorsprung russisch Орловский выступ) entstanden. Ein Umstand den das sowjetische Oberkommando, Stawka, für eine weitere Offensive zu nutzen suchte.
Nach der Beendigung der Kesselschlacht um Stalingrad wurde die sowjetische Donfront unter Marschall Rokossowski freigemacht und am 15. Februar in Zentralfront umbenannt. Die Stawka verlegte die freigewordenen Armeen über 700 Kilometer nach Norden, in den Raum nördlich von Kursk und fügte diese Truppenmacht als Verstärkung an der Naht zwischen der Woronescher- und Brjansker Front ein. Ursprünglich wurde die erste Offensive der Zentralfront für 15. Februar geplant, doch weil der Transport der Armeen aus dem Don-Abschnitt noch nicht abgeschlossen war, erst für 25. Februar angesetzt. Laut des ersten Operationsplanes der Stawka, sollten die Truppen der Brjansker Front und der Westfront die deutsche Front der 2. Panzerarmee durchbrechen. Danach sollte von Norden und Osten her, die sowjetische Westfront bis Smolensk vorgehen und zusammen mit der Kalininer Front versuchen, die Masse der Heeresgruppe Mitte (deutsche 4. und 9. Armee) großräumig umfassen und zum Rückzug zwingen.

## Aufmarsch und erste Angriffe
Die Aufgabe für die Truppen der Zentralfront am 6. Februar 1943 wurden von der Stawka in der Direktive Nr. 30043 festgelegt. Nach Erreichung des Durchbruches sollte ein folgender Angriff der sowjetischen Westfront zwischen Rshew und Wjasma die Front in den Raum Brjansk vorschieben. Für die Zentralfront wurde die Verstärkung durch die 2. Panzerarmee angeordnet, die bis zum 12. Februar als Reserve im Raum Dolgoje bei Tula konzentriert war.
Am 12. Februar begann die Brjansker Front mit der 61. und 48. Armee (General G. A. Chaljusin) die Maloarchangelsker Operation und am 22. Februar die Westfront mit der 16. Armee (später 11. Gardearmee unter General Bagramjan) die Schisdraer Operation. Am 23. Februar wurde Maloarchangelsk nach schweren Kämpfen befreit, danach konnte die 48. Armee nicht mehr weiter als 5 Kilometer vorrücken. Bis zum Ende des Monats konnten die deutschen Truppen die sowjetische Offensive auf der Linie Nowosil – Maloarchangelsk – Roschdestwenskoje eindämmen. Die schweren sowjetischen Verluste beliefen sich auf 19.684 Tote und 34.615 Verwundete, der Armeeführer General Chaljusin wurde entlassen und durch General Romanenko ersetzt. Diese ersten erfolglosen Angriffe enthüllten dem deutschen Oberkommando in groben Zügen den Ansatz der künftigen sowjetischen Stoßrichtungen. Gegenüber der Zentralfront wurde das bedrohte XIII. Armeekorps der deutschen 2. Armee mit mehreren Divisionen aus der Reserve der 4. und 9. Armee verstärkt.
Die folgende Offensive der Zentralfront umfasste einerseits den Durchbruch in Richtung auf Klimowitschi und Kritschew sowie im Süden die Umfassung von Smolensk. Andererseits hatte auf der linken Flanke die als Stoßgruppe bestimmte Kavallerie-Gruppe Krjukow einen Angriff über die Bahnstation Bychow zu führen, um das Westufer des Dnjepr zu erreichen. Die Tiefe der weiträumig geplanten Operation betrug nahezu 450 Kilometer, Rokossowski rechnete für die Zeit, welche die erfolgreiche Offensive benötigte, mit 42 Tagen. Die sowjetischen Hauptkräfte wurden in der ersten Phase zwischen Trubtschewsk und Nowgorod-Sewerski angesetzt. Nach der Inbesitznahme von Sewsk und der Bahnstation bei Unetscha sollte am 2. März die Bahnlinie Brjansk – Konotop überschritten und bei Cholmetsch die Bahnstation Suzemka genommen werden. Bis 10. März sollte dann die Bahnlinie Brjansk – Gomel durch die Eroberung der Bahnstation Klinzy unterbrochen werden. In der zweiten Phase sollten zwei Schützen-Divisionen nachfolgen und über Semjonowka auf Gomel durchbrechen und nach der Festsetzung am westlichen Ufer des Dnjepr versuchen, die Städte Schlobin und Retschitza zu befreien.
Angesichts der hohen Schneedecke und des Mangels brauchbarer Straßen, die für den Transport der schweren Artillerie nötig war, sollten an den ersten Tagen der Offensive nicht mehr als zwischen 10 und 15 Kilometer pro Tag vorgegangen werden.

## Offensive der Zentralfront
Die Offensive der Zentralfront begann am 24. Februar, die Stärke der drei an der Offensive beteiligten Armeen betrug 256.820 Mann. Die Flugzeuge der sowjetischen 16. Luftarmee (General Rudenko) sollten der 2. Panzerarmee dabei helfen, den Swapa-Abschnitt zu überschreiten und deutsche Gegenangriffe gegen die rechten Flanke der Angriffstruppen aus Norden und Nordosten sowie gegen die linke Flanke von Süden und Südwesten verhindern.
Der Aufmarsch war durch weitere Verzögerungen gekennzeichnet, nur zwei Armeen – die 65. Armee (General Pawel Batow) und die 2. Panzerarmee (General Alexei Rodin) – waren bereits an der Front eingerückt. Die Truppen der 21. Armee (General Tschistjakow) waren noch immer nicht vollständig im Raum Jelez ausgeladen, das 251. und 259. Panzer-Regiment lagen wegen Treibstoffmangel noch in Liwny fest. Viele der schweren Haubitzen und Geschütze blieben aufgrund des Fehlens von Zugmaschinen zurück.
Die motorisierten Einheiten der 2. Panzerarmee erreichten am 23. Februar zu Fuß den Fluss Swapa, am Morgen des 24. Februar folgte ein starker Aufklärungskampf. Vier Schützen-Divisionen der 65. Armee (69., 149. und 354. Schützen- sowie 37. Garde-Division) marschierten im Raum Ponyri auf. Von dem bereits verfügbaren Material der 2. Panzerarmee konnten von 408 Panzer nur 182 eingesetzt werden. Erfolgreicher konzentrierte sich in der zweiten Staffel die 70. Armee unter Generalmajor Tarassow (102. und 106. Schützendivision und Panzer-Regimenter 255, 240, 40 und 30), deren Stoß nach Nordwesten angesetzt wurde.
Am Morgen des 24. Februar eröffneten Truppen der sowjetischen 2. Panzerarmee die Offensive an der Linie Kopenkow, Zorin, Michailowka, Karmanowo, Generalshino, Obuchowka und Dmitrijew-Lgowski. Am Ende des ersten Tages waren die deutschen Stellungen bei Michailowka, Rotmanowa und Nowo Perschin durchbrochen. An der Spitze der 2. Panzerarmee stand das 11. Panzerkorps unter Generalmajor Iwan Lasarew mit 102 Panzern (zumeist T-34, davon 11 KW). Am Abend des 24. Februar überquerten das 3. Bataillon der 12. motorisierten Schützen-Brigade und die 53. Panzerbrigade den gefrorenen Fluss Swap und starteten einen Angriff auf das Dorf Fatejewka, das 10 km jenseits des Flusses lag.
Am Morgen des 25. Februar wurden die Einheiten der ersten Staffel verstärkt, die 2. Panzerarmee und die 65. Armee befanden sich mit Unterstützung der 16. Luftarmee im allgemeinen Angriff in Richtung auf Sewsk und Unetscha. Die Einführung des 16. Panzerkorps (an der Spitze 11. Panzerbrigade mit 47 Panzern (davon 25 T-34) und 29. Panzer-Regiments mit 15 KW-Panzern) wurde im Laufe des Tages erwartet. Die zweite Staffel (193., 112., 246. Schützen-Division sowie 42. Schützen-Brigade) der 65. Armee setzte den Vormarsch am 26. Februar fort.
In der nächsten Phase sollte der Einbruch die Linie Dubrowa – Androsow bis 60 Kilometer Tiefe erreichen, ein Unterfangen das bis zum 25. Februar veranschlagt wurde.
Das 2. Garde-Kavalleriekorps unter General Wladimir Krjukow (drei Kavalleriedivisionen verstärkt mit drei Ski-Brigaden und zwei Panzerregimenter) wurde aus dem Raum Cheremisino antretend auf dem linken Flügel eingesetzt, es hatte über Nowgorod-Sewerski auf Bychow vorzugehen und den Dnjepr bei Mogilew zu überschreiten.
Ab 25. Februar gingen auch die Truppen der sowjetischen Mittelfront in die Offensive. Die deutsche 2. Panzerarmee am Orjol-Abschnitt wurde mit 7 Infanterie- und motorisierten Divisionen verstärkt und widersetzte sich erfolgreich. Die Aussagen von Gefangenen zeigten den Sowjets, dass das deutsche Oberkommando weiter südlich eine Gegenoffensive vorbereitete, um mit der 4. Panzerarmee gegen Charkow anzugreifen.
Am Morgen des 26. Februar erreichte motorisierte Infanterie des 11. Panzerkorps etwa 6 km von Fatejewka den westlichen Waldrand der sich über Uljanowka nach Jasnaja Poljana zog. Die zwei folgenden Tage kam es zu wiederholten deutschen Gegenangriffen, um die Lage zu stabilisieren. Aus dem Raum Karmanowo hatte am rechten Flügel verspätet auch der Angriff des 16. Panzerkorps gestartet, dem die 60. Schützen-Division nachfolgte. Im Rücken dieses Panzerkorps, am östlichen Ufer des Swapa, war die 194. Schützen-Division konzentriert. Die deutschen Truppen mussten Dmitrijew-Lgowski räumen. Am südlichen Flügel der sowjetischen 2. Panzerarmee setzte das 2. Garde-Kavallerie-Korps den Durchbruch erfolgreich fort. Am rechten Flügel der 65. Armee konnte die deutsche Verteidigung nicht durchbrochen werden, die Angreifer wurden in langwierige Stellungskämpfe verwickelt. Nach heftigen Kämpfen mussten die Deutschen um 14:30 Uhr Fatejewka verlassen. Um die bisherigen Verluste der 2. Panzerarmee aufzufüllen, waren als Verstärkung per Eisenbahn weitere 85 Panzer eingetroffen. Den großen Materialverlust des 16. Panzerkorps erklärte Generaloberst Rokossowski durch die schlechte Führung des Korpskommandanten Generalmajor Alexei Maslow (ehemaliger Stabschef des 9. mechanisierten Korps) und dessen Stabschef Oberst Pupkow. Für die Treibstoffversorgung war bis 23. Februar nur eine Tankstelle vorhanden. Auch die weit voraus stehende Kavallerie-Gruppe Krjukow hatte nicht genug Treibstoff und Futter, der Vormarsch musste angehalten werden. Angesichts dieser Schwierigkeiten hatte der Kommandant der Zentralfront befohlen, am Morgen des 27. Februar auch die zweite Staffel vorzuführen. Die erste Staffel der 70. Armee sollte die Line Dmitrowsk-Orlowski-Fatejewka 30 km südwestlich von Dmitriew-Lgow überschreiten, drei weitere Schützen-Divisionen sollten bei Trofimowka angreifen.
Bis zum 27. Februar sollte die Offensive der 70. Armee in Richtung Karachi durchbrechen und die Eisenbahnlinie zwischen Brjansk und östlich von Karatschew abschneiden. Nach der Befreiung von Karatschew sollten die Truppen des Generals Tarasow versuchen, den Erfolg weiter über den Dnjepr auf Roslawl vortreiben.

### Schlacht um Sewsk ab Anfang März
Generalmajor Rodin setzte dafür am Morgen des 28. Februar das 11. Panzerkorps auf das Dorf Dobrowodje an, um bis zum Abend dieses Tages in den Besitz von Sewsk zu gelangen und das weitere Vordringen auf die Bahnstation Suzemka zu erreichen.
Die Großoffensive konnte aber wegen des Wetters erst am 1. März um sechs Uhr morgens beginnen. Die 160. Panzerbrigade stieß im nordöstlichen Vorfeld von Sewsk in Richtung auf Jasnaja Poljana und Dobrowodje vor. Auf der rechten Flanke wurde die 12. motorisierte Schützen-Brigade direkt auf Sewsk angesetzt. Die 59. Panzerbrigade sollte die Stadt von Süden aus umgehen und gegen die südwestlichen Außenbezirke angreifen. Die 53. Panzerbrigade bildete die Reserve und wurde in zweiter Staffel hinter der 160. Panzerbrigade nachgeführt. Teile des 160. Panzer- und der 12. motorisierten Schützen-Brigade, die am Abend des 1. März die Vororte Sennaja und Dobrowodje besetzt hatten, griffen Sewsk frontal an. Die Stadt wurde von der 108. leichten Division des ungarischen VIII. Korps sowie dem deutschen Infanterie-Regiment 747 und der Brigade Kaminski verteidigt. Die 59. Panzerbrigade, die den südlichen und westlichen Stadtrand von Sewsk erreichte, brachte auch die Straßen nach Seredina-Buda unter ihre Kontrolle und schnitt den Rückzug des Gegners ab. Danach stießen Teile des 11. Panzerkorps, ohne auf ernsten Widerstand zu stoßen, weitere 30 Kilometer nach Westen vor. Die deutsche Front war durchbrochen und Sewsk am 2. März befreit, die deutschen Truppen zogen nach Süden ab.
Am Morgen des 3. März zog der sowjetische Korpskommandeur die 160. Panzerbrigade unter Oberst N. V. Dawydenko nach vorne, um zur Verfolgung anzusetzen. Um 9 Uhr besetzte Oberst Dawydenko die Bahnstation Suzemka und brachte etwa 600 Gefangene ein. Die Offensive des sowjetischen 16. Panzerkorps auf der rechten Flanke der 2. Panzerarmee, entwickelte sich gleichzeitig viel langsamer. Nach der Einnahme von Dmitrijew-Lgowski konnte das Panzerkorps bis zum 4. März nur 10–15 km bis zum Dorf Derjugino vorrücken. Erst am 7. März besetzten Teile des Korps den südlichen Teil von Ljutesch, kamen aber nicht über das linke Ufer des Flusses hinaus.
Der langsame Vormarsch der Truppen der Zentralfront zwang die Stawka, in die Operationen einzugreifen. Die 65. Armee (ohne 60. und 194. Schützen-Division und 115. Brigade) wurde jetzt beauftragt, einen Angriff in Richtung auf Werebsk und Karachi anzusetzen, um die dortige Eisenbahnlinie abzuschneiden. Die zweite Gruppe (11. Panzerkorps unterstützt durch 60. Schützen-Division und 115. Schützen-Brigade) hatte die Aufgabe, die Linie Bobrjk-Stolbowo-Brasow in Zusammenarbeit mit der 65. Armee zu überschreiten und die Linie Radogosch-Igrickii-Ugrejewitschi-Bahnstation Usoscha zu erreichen.
Am 7. März erreichte der Vormarsch der 2. Panzerarmee eine Tiefe von 60 km. In dieser Zeit hatte die Stawka aber bereits die Entscheidung getroffen, die zugesagte 21. Armee der Woronescher Front zu übertragen, denn gleichzeitig war eine starke deutsche Gegenoffensive nach Charkow angelaufen. Ohne die Truppen der 21. Armee war es der Zentralfront nicht möglich, die hoch gesteckten Angriffsziele zu erreichen. Generaloberst Rokossowski konzentrierte seine Truppen nochmals um wenigstens das deutsche LV. Armeekorps (45., 88. und 383. I.D.) im Orlower Frontvorsprung zu zerschlagen. Dabei wurde ein neuer Angriff der 70. Armee in der Orlower Richtung durchgeführt, der aber vollständig an der unfähigen Führung des Generals Tarasow scheiterte, der darauf durch Generalleutnant Iwan Wassiljewitsch Galanin ersetzt wurde.
Am 11. März erhielt die Zentralfront den Befehl in Verteidigung überzugehen. Ungeachtet des Befehls von Rokossowski ließ General Krjukow den Angriff seines separat operierenden 2 Garde-Kavalleriekorps (mit zwei Schierbrigaden (28. und 30.) und Panzerregiment) fortführen. Am 12. März erreichte Krjukows Vormarsch 150 km Tiefe, die Distanz seiner isolierten Truppen betrug schon 100–120 km. Die durchgebrochenen Kräfte blieben ohne nötige Unterstützung durch Infanterie mit offenen Flanken im Hinterland isoliert und durch den wieder gefestigten deutschen Widerstand zusehends bedroht. Dieser militärisch sinnlos gewordene Vorstoß – die Panzer blieben ohne Treibstoff, die Infanterie und Pferde ohne Nachschub – erhielt später die Bezeichnung „Sewski Raid“ (Sewsker Streifzug).

### Deutsche Gegenangriffe ab 12. März
Durch den Einbruch der sowjetischen 2. Panzerarmee, gerieten die rückwärtigen Verbindungen der Heeresgruppe Mitte in Gefahr. Um die Gefahr im Hinterland abzuwenden, unternahmen deutschen Truppen am 12. und 13. März stärkere Gegenangriffe. General Rodin stellte fest, dass seine Truppen vom 23. Februar bis zum 12. März ständig starken Gegenangriffen ausgesetzt waren und schwere Verluste hinnehmen mussten. Laut sowjetischen Angaben wurden vom deutschen XIII. Armeekorps dafür 9 Divisionen eingesetzt: frontal die 137. Infanterie-Division, ungarische 102. und 108. ungarische Divisionen (ungarisches VIII. Korps) sowie die Brigade Kaminski, links die 9. Panzer-Division, die 8. SS-Kavallerie-Division „Florian Geyer“ und die 72. Infanterie-Division, rechts die 4. Panzer-Division, die 340. und die 327. Infanterie-Division.
Das 2. Garde-Kavalleriekorps war längere Zeit völlig abgeschnitten, konnte sich aber rechtzeitig nach Sewsk zurückkämpfen. Krjukows Einheit verlor bei diesen Kämpfen 50 % ihrer Panzer und Artillerie, die 60. und 194. Schützen-Division sowie die 115. Infanterie-, 12. und 15. motorisierte Schützen-Brigade verloren bis zu 40 % des Personals. Zur Unterstützung der isolierten Gruppe griffen sowjetische Bomber und Kampfflugzeuge ein. Am Morgen des 17. März nahmen die Truppen der sowjetischen 2. Panzerarmee die Offensive wieder auf: das 16. Panzerkorps stockte im Raum 10–15 km südwestlich von Komaritschi, das 11. Panzerkorps erreichte noch das Dorf Apascha. Die 2. Panzerarmee war mit den noch verfügbaren Kräften nicht mehr in der Lage, die Operation nachhaltig weiterzuführen.
Zur gleichen Zeit startete der deutsche Gegenangriff auf Sewsk: Vom 17. März bis 27. März tobten in Sewsk heftige Straßenkämpfe. Rund zwei Drittel (rund 15.000 Mann) des 2. Garde-Kavalleriekorps wurden vernichtet und Sewsk bei den Kämpfen in Brand geschossen. Zur Verteidigung der Stadt wurde dem Kavallerie-Korps Krjukow auch die 7. Kavalleriedivision, die 181. Schützen-Division der 70. Armee und die 11. Garde-Panzerbrigade der 65. Armee unterstellt. Teile des ohne Infanterie-Unterstützung operierenden 16. Panzerkorps wurden abgeschnitten und waren gezwungen, sich zurückzuziehen. Nachdem auch das 11. Panzer-Korps erfolglos operierte, befahl die Zentralfront ihre Truppen am 21. März an der neuen Frontlinie Maloarchangelsk, Trosna, Ljutesch, Korenewo in Defensive überzugehen.
Am 27. März eroberten Teile der deutschen 82. Infanterie- und 4. Panzer-Division nach längeren Kämpfen die Stadt Sewsk zurück. Die Kavalleriegruppe Krjukow wurde an den südlichen Stadtrand von Jurasow Chutor zurückgedrängt. Am 27. März musste das 2. Garde-Kavallerie-Korps Sewsk räumen und sich zum Sew-Abschnitt zurück kämpfen, wo der Anschluss an die 65. Armee erfolgte. Die 2. Panzerarmee wurde als Reserve nach Fatesch zurückgezogen. Auch die deutschen Divisionen hatten schwere Verluste, mehrere ungarische Verbände wurden weitgehend überrannt. Die Kämpfe um Sewsk wurden zwar bis 6. April weitergeführt, die Intensität aber war bereits geringer und wurde schließlich erfolglos abgebrochen.

## Folgen
Das Ziel der Operation wurde von den Sowjets nicht erreicht, der geplante Durchbruch erwies sich als unrealistisch. Beide Seiten hatten schwere Verluste. General Rokossowski erinnerte sich in seinen Memoiren über diese Operation mit Skepsis. Die Zentralfront verlor während der Operation 30.439 Tote und 39.968 Verwundete. Die deutschen und ungarischen Verluste betrugen laut sowjetischen Angaben alleine gegenüber dem Abschnitt der sowjetischen 2. Panzerarmee 3.200 Gefangene und rund 20.000 Gefallene und Verwundete. Als Ergebnis der Operation entstand der nördliche Vorsprung des Kursker Frontbogens.